# Sœurs minimes de la Passion du Christ
Les Sœurs minimes de la Passion du Christ (en latin : Sororum Minimarum a Passione Domini Nostri Iesu Christi) forment une congrégation religieuse enseignante et hospitalière de droit pontifical.

## Historique
Après une expérience chez les Sœurs du Précieux Sang et une guérison attribuée à l'intercession de sainte Rita de Cascia, Hélène Aiello (1895-1961) fonde le 29 janvier 1928 à Cosenza, avec quelques compagnes, un jardin d'enfants dédié à sainte Thérèse de l'Enfant Jésus.
Tomasso Trussoni, archevêque de Cosenza, confie à la communauté la préparation des enfants pour la première communion et l'assistance des mourants. Les constitutions des Sœurs de la Passion sont approuvées par la congrégation des réguliers le 2 janvier 1948 et l'institut reçoit le décret de louange le 8 juillet 1970.

## Activités et diffusion
Les religieuses se consacrent à l'éducation des jeunes dans les écoles et les internats, aux soins des orphelins, ainsi que des personnes âgées dans les maisons de retraite.
Elles sont présentes en :
- Europe : Italie, Suisse.
- Amérique : Brésil, Colombie, Canada.

La maison généralice est à Cosenza. 
En 2017, la congrégation comptait 86 sœurs dans 14 maisons.